# Mehregan
Mehregan är en iransk höst- och skördefest, även känd som den persiska höstfestivalen. Den infaller i början av hösten och placeras som den 16:e dagen i mehr, den sjunde månaden i den persiska solkalendern. I praktiken motsvaras detta av början av oktober i den moderna gregorianska kalendern.
Högtiden tillägnas Mithra (persiska: Mehr), sol- och skaparguden och symbol för ljus, vänskap, kärlek och vänlighet. Mehregan är även en skördefest, i anslutning till höstskörden (jämför tacksägelsedagen och Thanksgiving) och den är en helig dag i zoroastrismen. På denna dag skulle man förr ta in sin djur.
Guden beskrevs i den gamla avestiskan som Miora, i sanskrit som Mitra och i medelpersiskan (pahlavi) som Mitr. I modern persiska har detta utvecklats till Mehr.
Enligt vissa forskare var mehr den första månaden i kalendern under akaemenidernas era, vilket innebar att mehregan då fungerade som ett sorts nyårsfirande. I praktiken har mehregan fungerat som en av de fyra årstidsfestivalerna kopplade till solstånd eller dagjämningar. Vintern firas då i samband med yalda, våren under nouruz, sommaren under tirgan och hösten under mehregan. Dessa högtider har sannolikt firats under 3000–4000 års tid.
Under festivalen låter man en lilafärgad eller vinröd duk täckas av blommor. På sidan av detta placeras torkad vild mejram (kungsmynta). Frön av vild mejram, lotus och sockerplommon kastas över varandras huvuden, och man dricker stora mängder sherbet. Andra symboler som tas fram är en våg (symbol för dagjämningen) och silvermynt (symbol för överflöd). Rökelse, både med olibanum och harmelbuske, ska förebåda gynnsamma händelser. Oud-spelande förknippas med högtiden, liksom poesiuppläsningar – inte minst av det historiska eposet Shahnameh.